# Rhus teniana
Rhus teniana là một loài thực vật có hoa trong họ Đào lộn hột. Loài này được Hand.-Mazz. miêu tả khoa học đầu tiên năm 1933.